# Almuth Leitgeb
Almuth Leitgeb (24 de junio de 1968) es una deportista austríaca que compitió en lucha libre. Ganó una medalla de plata en el Campeonato Mundial de Lucha de 1996 y una medalla de plata en el Campeonato Europeo de Lucha de 1996.

## Palmarés internacional
| Campeonato Mundial | Campeonato Mundial | Campeonato Mundial | Campeonato Mundial |
| Año                | Lugar              | Medalla            | Categoría          |
| ------------------ | ------------------ | ------------------ | ------------------ |
| 1996               | Sofía (Bulgaria)   | Medalla de plata   | 44 kg              |
| Campeonato Europeo |                    |                    |                    |
| Año                | Lugar              | Medalla            | Categoría          |
| 1996               | Oslo (Noruega)     | Medalla de plata   | 44 kg              |